# Mũi Palliser

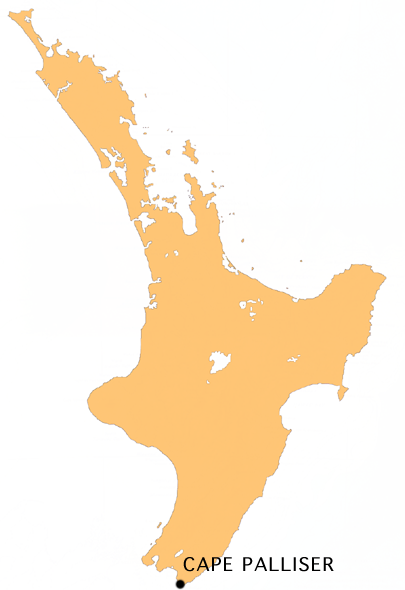
Vị trí của mũi Palliser

Mũi Palliser là một mũi đất nhô ra biển của New Zealand, ở điểm cực nam của đảo Bắc (New Zealand).
Mũi đất này nằm ở đầu phía đông của vịnh Palliser, cách thủ đô Wellington 50 km về phía đông nam.

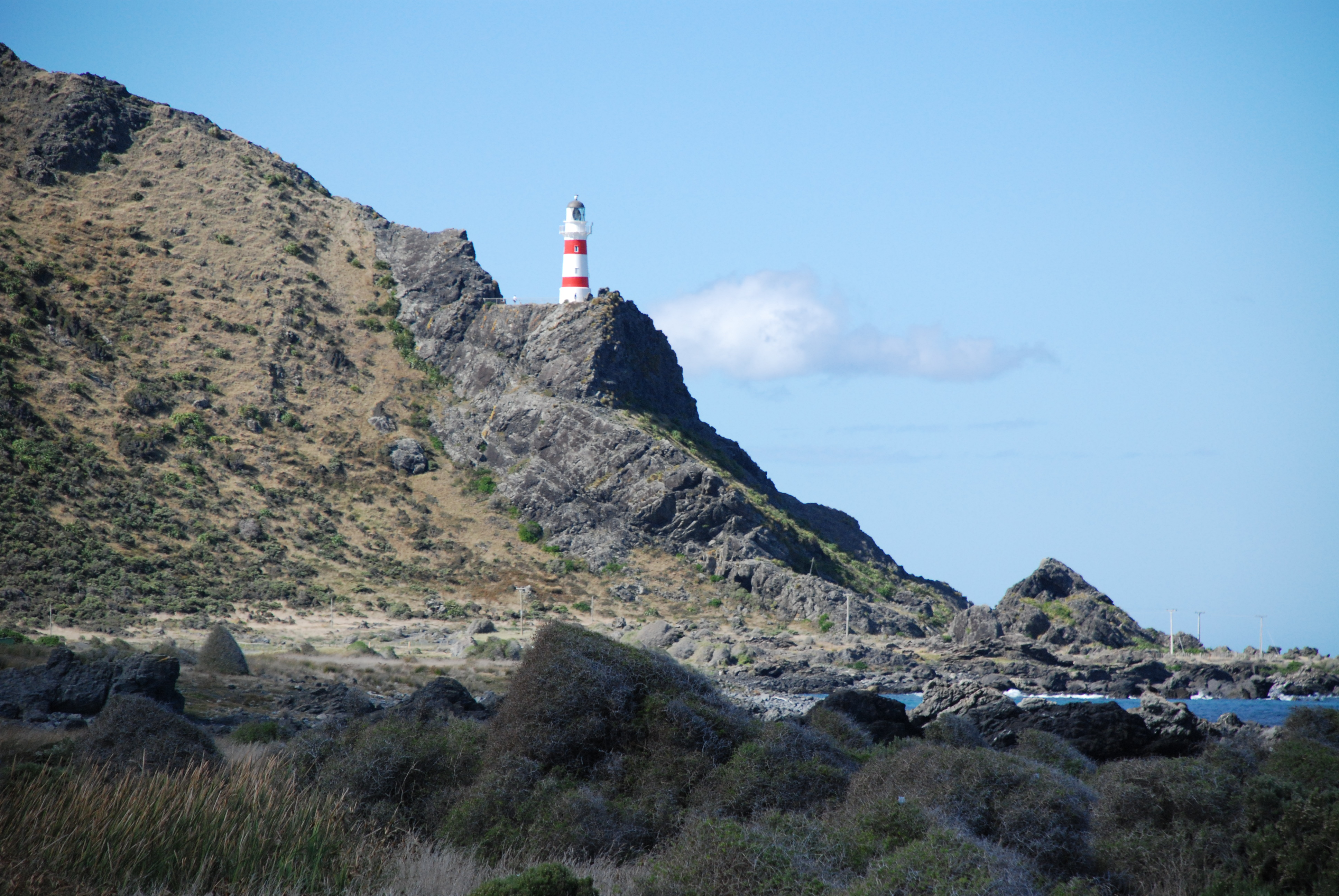
Mũi Palliser và tháp hải đăng

Gần Cape Palliser có một thôn nhỏ - thôn Ngāwī - người dân trong thôn sống bằng nghề bắt tôm cá với khoảng 20 - 30 thuyền chài lưới.
Mũi đất này có điểm địa lý đáng chú ý là Kupe's Sail, một khối đá trầm tích dạng tam giác giống như một cái buồm. Truyền thuyết nói rằng nhân vật huyền thoại "Kupe" đã đi thuyền qua Cape Palliser hơn 1.000 năm trước.
Tháp hải đăng của mũi Palliser là một tháp hải đăng không có người điều khiển, tự động nhấp nháy mỗi 20 giây đồng hồ. Mũi đất này cũng là địa bàn sinh sống của loài hải cẩu lông New Zealand.